# Championnat d'Écosse de snooker
Le championnat d'Écosse est un tournoi de snooker créé en 1946 et disparu en 2011 ouvert uniquement aux joueurs professionnels écossais.

## Histoire
La première édition s'est déroulée au BA&CC Match Hall d'Edimbourg du 13 au 15 mars 1946 et a été remporté par RCT Martin, tout comme les deux éditions suivantes. Ce championnat est organisé chaque année entre 1948 et 1953 puis entre 1980 et 1989. Une dernière édition est organisée du 11 au 14 avril 2011 à Clydebank. John Higgins s'impose en finale face à Anthony McGill 6 manches à 1. Harry Stokes est le joueur le plus titré avec 4 victoires entre 1949 et 1953.

## Palmarès
| Année                             | Lieu                              | Vainqueur                         | Finaliste                         | Score                             | Saison                            |
| Championnat d'Écosse (non classé) | Championnat d'Écosse (non classé) | Championnat d'Écosse (non classé) | Championnat d'Écosse (non classé) | Championnat d'Écosse (non classé) | Championnat d'Écosse (non classé) |
| --------------------------------- | --------------------------------- | --------------------------------- | --------------------------------- | --------------------------------- | --------------------------------- |
| 1946 (mars)                       | Edimbourg                         | RCT Martin                        | James O'Brien                     | 4-2                               | 1945-1946                         |
| 1946 (décembre)                   | Edimbourg                         | RCT Martin (2)                    | Joe Camp                          | 4-0                               | 1945-1946                         |
| 1948                              | Edimbourg                         | RCT Martin (3)                    | Willie Newman                     | 6-2                               | 1948-1949                         |
| 1949                              | Edimbourg                         | Harry Stokes                      | Willie Newman                     | 11-4                              | 1949-1950                         |
| 1951                              | Edimbourg                         | Eddie Brown                       | Harry Stokes                      | 11-9                              | 1950-1951                         |
| 1952                              | Edimbourg                         | Harry Stokes (2)                  | Eddie Brown                       | 11-4                              | 1951-1952                         |
| 1953                              | Glasgow                           | Harry Stokes (3)                  | Eddie Brown                       | 11-8                              | 1952-1953                         |
| 1953                              | Écosse                            | Harry Stokes (4)                  | Eddie Brown                       | 11-5                              | 1953-1954                         |
| 1980                              | Kildrum                           | Eddie Sinclair                    | Chris Ross                        | 11-6                              | 1979-1980                         |
| 1981                              | Kildrum                           | Ian Black                         | Matt Gibson                       | 11-7                              | 1980-1981                         |
| 1982                              | Dunfermline                       | Eddie Sinclair (2)                | Ian Black                         | 11-7                              | 1981-1982                         |
| 1983                              | Glasgow                           | Murdo Macleod                     | Eddie Sinclair                    | 11-9                              | 1983-1984                         |
| 1984                              | Écosse                            | Murdo Macleod (2)                 | Eddie Sinclair                    | 8-7                               | 1983-1984                         |
| 1985                              | Edimbourg                         | Murdo Macleod (3)                 | Eddie Sinclair                    | 10-2                              | 1984-1985                         |
| 1986                              | Edimbourg                         | Stephen Hendry                    | Matt Gibson                       | 10-5                              | 1985-1986                         |
| 1987                              | Glasgow                           | Stephen Hendry (2)                | Jim Donnelly                      | 10-7                              | 1986-1987                         |
| 1988                              | Edimbourg                         | Stephen Hendry (3)                | Murdo Macleod                     | 10-4                              | 1987-1988                         |
| 1989                              | Edimbourg                         | John Rea                          | Murdo Macleod                     | 9-7                               | 1988-1989                         |
| 2011                              | Clydebank                         | John Higgins                      | Anthony McGill                    | 6-1                               | 2010-2011                         |